# Christian Herbst
Christian Frederik Herbst (født 7. april 1818 i København, død 2. juli 1911 sammesteds) var en dansk arkæolog, numismatiker og museumsinspektør, bror til Adelgunde Vogt.
Herbst var søn af direktør for Den Kongelige Klædefabrik, generalkrigskommissær Michael Johan Christian Herbst (død 1830, søn af Adolph Tobias Herbst) og Michelle, født de Stibolt. Han blev student 1837 fra Slagelse, hvorhen familien var flyttet, efter at faderen havde taget sin afsked.
Christian Jürgensen Thomsen bemærkede snart den iver, hvormed Herbst dyrkede numismatiske og arkæologiske studier, af hvilke de første allerede havde optaget ham i hans skoletid, og da Thomsen i 1843 ansatte Herbst som "Assistent ved Forevisningen", opgav Herbst sit påbegyndte juridiske studium.
I 1846 ledsagede Herbst Thomsen på en rejse til Tyskland og Italien. 1848 fik han kongelig udnævnelse som arkivar ved Antikvarisk-Topografisk Arkiv og sekretær ved Oldsagskommissionen, hvilken sidste stilling 1849 ændredes til sekretær (senere inspektør) ved Det Kgl. Museum for Nordiske Oldsager, i det den nævnte kommission ophævedes.
Thomsen efterlod sig ved sin død i 1865 indstilling om Herbsts udnævnelse til hans efterfølger ved museet for de nordiske oldsager, men som bekendt blev denne stilling forenet med de direktørposter, som Jens Jacob Asmussen Worsaae beklædte. Efter Worsaaes død 1885 konstitueredes Herbst i dennes embede, kongelig udnævnelse fik han i 1887.
Ved omordningen af museernes administration 1892 afskedigedes han fra de fleste af sine museumsembeder, i det han dog vedblev at være direktør for Rosenborgsamlingen og udnævntes til direktør for den Kongelige Mønt- og Medaljesamling. Han var fra 1887 og frem til sin død formand i bestyrelsen for Frederiksborgmuseet. I 1856 var Herbst blevet kammerråd, 1869 fik han justitsrådstitlen. 1862 optoges han som medlem i Det kongelige danske Selskab for Fædrelandets Historie.
Herbst, der hørte til Thomsens første elever, har på de forskellige trin af sin museumsvirksomhed været en udmærket støtte for vore samlingers fremvækst. Altid velvillig og hjælpsom i sin stilling over for læg og lærd og særlig over for samlernes store skare har han til gengæld selv fundet velvillig imødekommen, når han har søgt at skaffe museerne erhvervelser, som disse kun ved hjælp af private sammenskud kunne nå, og meget betydelige er de forøgelser, som navnlig møntsamlingen og museets antikvarisk-topografiske arkiv således skylde Herbsts initiativ. Som et taknemmelighedstegn lod en kreds af kolleger og venner i 1885 præge en guldmedalje med Herbsts billede, som overraktes ham på hans sølvbryllupsdag.
Fra 1848 og i henved 25 år blev museets righoldige fundprotokoller førte med Herbsts hånd, og ingen kunne dengang med større indsigt og omhu have lagt et så betydningsfuldt materiale til rette for vort oldtidsstudium; med praktisk sans har Herbst konstant forbundet et øvet kritisk øje ved bedømmelsen af oldsager fra alle tidsaldre.
På en tid, da museet så at sige aldrig fik forøgelser ved fund optagne under omhyggelig sagkyndig ledelse, vakte i 1845 Herbsts "Hvidegårdsfund" med det bekendte indholdsrige "Sejdmandsbestik" fra bronzealderen en stor opmærksomhed, og det skyldes Herbsts tilstedeværelse ved udgravningen af de første egekistefund med velbevarede klædedragter fra bronzealderen i Trindhøj og Kongshøj ved Vamdrup 1861 og 1862, at de mærkelige fund optoges i så velbevaret stand.
Sammen med professor Japetus Steenstrup ledede Herbst i 1859 undersøgelsen i Vimose i Fyn og deltog 1861 i udgravningen af Jellinghøjene. Protokollen over undersøgelsen af kongegravene i Ringsted, der er offentliggjort i det bekendte værk om dem (1858), skyldes Herbst.
I litteraturen er Herbst for øvrigt kun fremtrådt med mindre numismatiske og arkæologiske arbejder, der navnlig findes i oldskriftselskabets tidsskrifter. Herbst var blevet valgt til sekretær for oldsagafdelingen i dette selskab 1865, men trådte i 1868 tilbage fra denne post under forhold, der karakteriseredes ved striden i selskabets Aarbøger om opdagelsen af den ældre jernalder.
Herbst blev Ridder af Dannebrog 1875, Dannebrogsmand 1886, Kommandør af 2. grad 1894 og var konferensråd.
Herbst ægtede 20. marts 1860 Ophelia Gerstenberg Rosted, datter af proprietær G. Rosted og Andrea, født Herbst.
Han er begravet på Holmens Kirkegård.